# Віконт Грандісон
Віконт Грандісон (англ. Viscount Grandison) — ірландський титул, започаткований у 1620 році для сера Олівера Сент-Джона, лорда-депутата Ірландії.
У 1746 році Елізабет Мейсон, дочка Джона Вільєрсса, 1-го графа Грандісона, отримала титул віконтеси Грандісон, а у 1767 році вона стала віконтесою Вілльєрс і графинею Грандісон. Всі три титули існували в системі перства Ірландії. Тим не менше, вони згасли по смерті 2-го графа у 1800 році.

## Віконти Грандісон, перша креація (1620)
- Олівер Сент-Джон, 1-й віконт Грандісон (1560—1630)
- Вільям Вілльєрс, 2-й віконт Грандісон (1614—1643)
- Джон Вілльєрс, 3-й віконт Грандісон (1661)
- Джордж Вілльєрс, 4-й віконт Грандісон (1617—1699) (дід Вільяма Пітта старшого)
- Джон Вілльєрс, 5-й віконт Грандісон (1692—1766)

## Графи Грандісон, перша креація (1721)

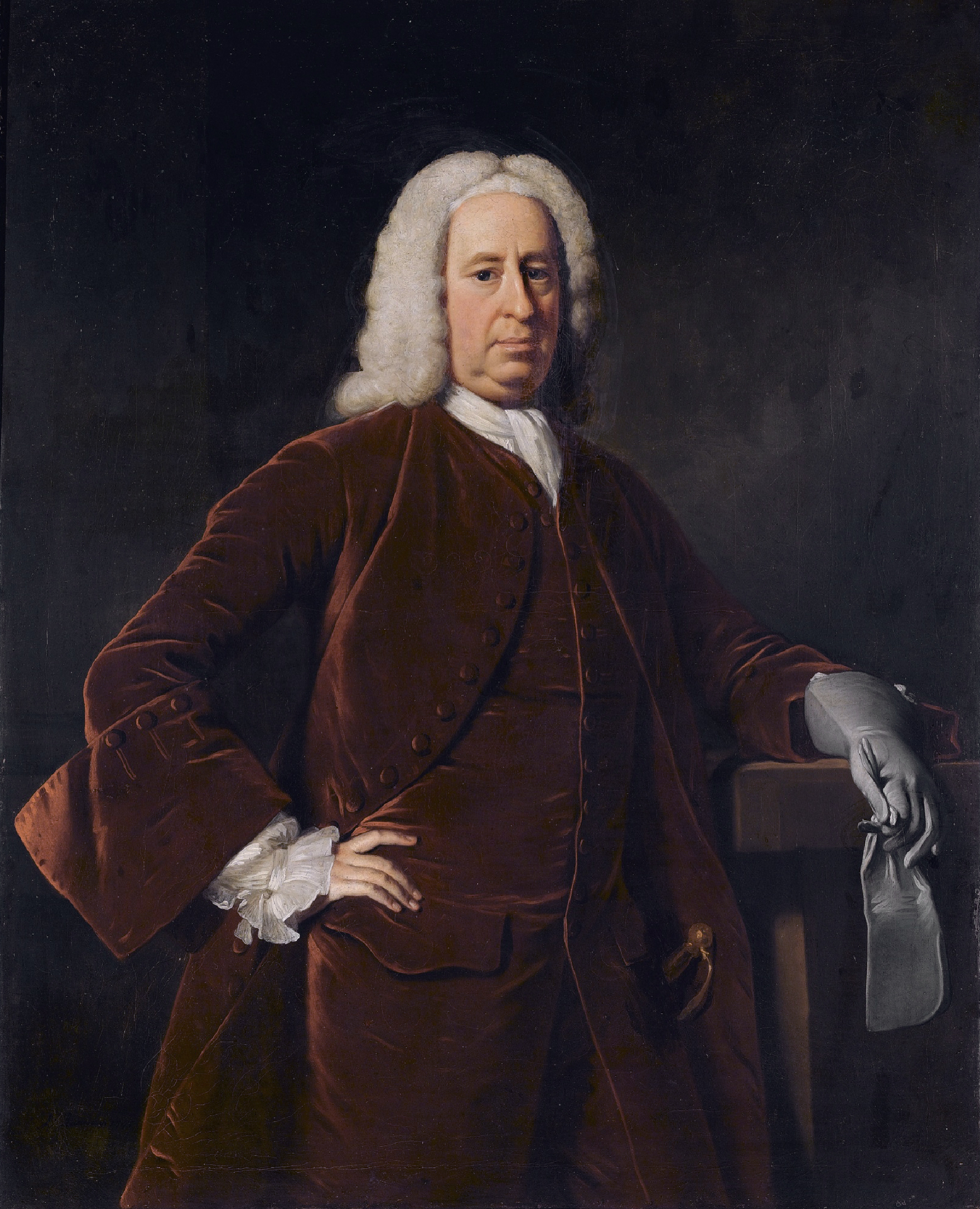
Джон Фіцжеральд Вілльєрс, 1-й граф Грандісон

- Джон Вілльєрс, 1-й граф Грандісон (1692—1766)
  - Джеймс Вілльєрс, лорд Вілльєрс (пом. 1732)
  - Вільям Вілльєрс, лорд Вілльєрс (1715—1739)

## Віконти Грандісон, перша креація (1620, продовження)
- Вільям Вілльєрс, 3-й граф Джерсі, 6-й віконт Грандісон (пом. 1769)

## Графи Грандісон, друга креація (1746)
- Елізабет Мейсон, 1-а графиня Грандісон (пом. 1782)
- Джордж Мейсон-Вілльєрс, 2-й граф Грандісон (1751—1800)